# 布拉洛-迪普雷戈拉
布拉洛-迪普雷戈拉（義大利語：Brallo di Pregola），是意大利帕维亚省的一个市镇。总面积46.38平方公里，人口746人，人口密度16.1人/平方公里（2009年）。国家统计（ISTAT）代码为018021。